# Do My Dance
Do My Dance è un singolo del rapper statunitense Tyga, pubblicato il 2 ottobre 2012 su etichetta Young Money Entertainment.

## Tracce
1. Do My Dance – 3:33